# Тотт, Эрик Аксельссон
Эрик Аксельссон Тотт (швед. Erik Axelsson (Tott); около 1419, Дания — февраль 1481 или март 1481, Выборг) — датско-шведский политический деятель. Регент Швеции в 1457 году вместе с Йонсом Бенгтссоном Оксеншерной и единолично в 1466—1467 годах.

## Биография
Родился во время правления Эрика Померанского в семье Акселя Педерсена Тотта, лорда Херлева и Лилло, и его второй жены Ингеборги Иварсдоттер из знатного рода Судерманов. В юности поступил на службу к двоюродному брату матери и будущему королю Швеции Карлу VIII, когда тот был ещё наместником Выборгского замкового лена.
Эрик был «шведским якорем» своей семьи, большинство из которых считали себя датскими подданными. Первая жена его отца, которая родила четверых из девяти сыновей Акселя Педерсена, была датчанкой. В течение двух поколений во второй половине XV века девять братьев Тотт (также известные как «Аксельссоны») и несколько сыновей Ааге, старшего из братьев, занимали высокое и влиятельные должности в правительстве, когда Дания и Швеция враждовали. Для блага семьи Аксельссоны часто действовали слаженно, и в зависимости от обстоятельства даже меняли стороны. Эрик всегда был на «шведской» стороне: он принимал датского монарха, когда того хотело шведское дворянство, или же выступал за суверенное государство, когда такова была позиция шведов, то есть бо́льшую часть времени. Его брат Ивер Аксельсен Тотт стал правителем настоящего княжества, захватив остров Готланд.
Эрик выступил против своего родственника-короля Карла VIII в 1457 году, когда тот вызвал недовольство шведской знати. Однако в 1467 году Эрик всё же поддержал Карла VIII, когда тот в третий раз получил шведский трон. В том же году он приобрёл шведские владения Ордена меченосцев, в том числе замок Арста. В дальнейшем он получил в управление Выборгский замок, организовав масштабные строительные работы по его укреплению и построив городскую стену. В 1470-х годах, будучи правителем Финляндии, он начал строительство пограничной крепости Олафсборг в Нейшлоте, одновременно с этим в Выборге была возведена городская стена, а в Выборгском замке Райская башня. Для масштабных фортификационных работ в крае Эрик Тотт пригласил 16 каменщиков из Ревеля.
Лорд Эрик Аксельссон умер бездетным. Его оставшиеся в живых братья Ивар Тотт и Лоренс Тотт унаследовали бо́льшую часть его состояния. Оставшуюся часть владений получили многочисленные племянники и племянницы.